# 大井駅 (北京市)
大井駅（だいせいえき）は中華人民共和国北京市豊台区にある、北京地下鉄14号線の駅。

## 歴史
- 2013年5月5日 - 14号線西段（張郭荘 - 西局）の開通と同時に駅が開業[3]。

## 駅構造

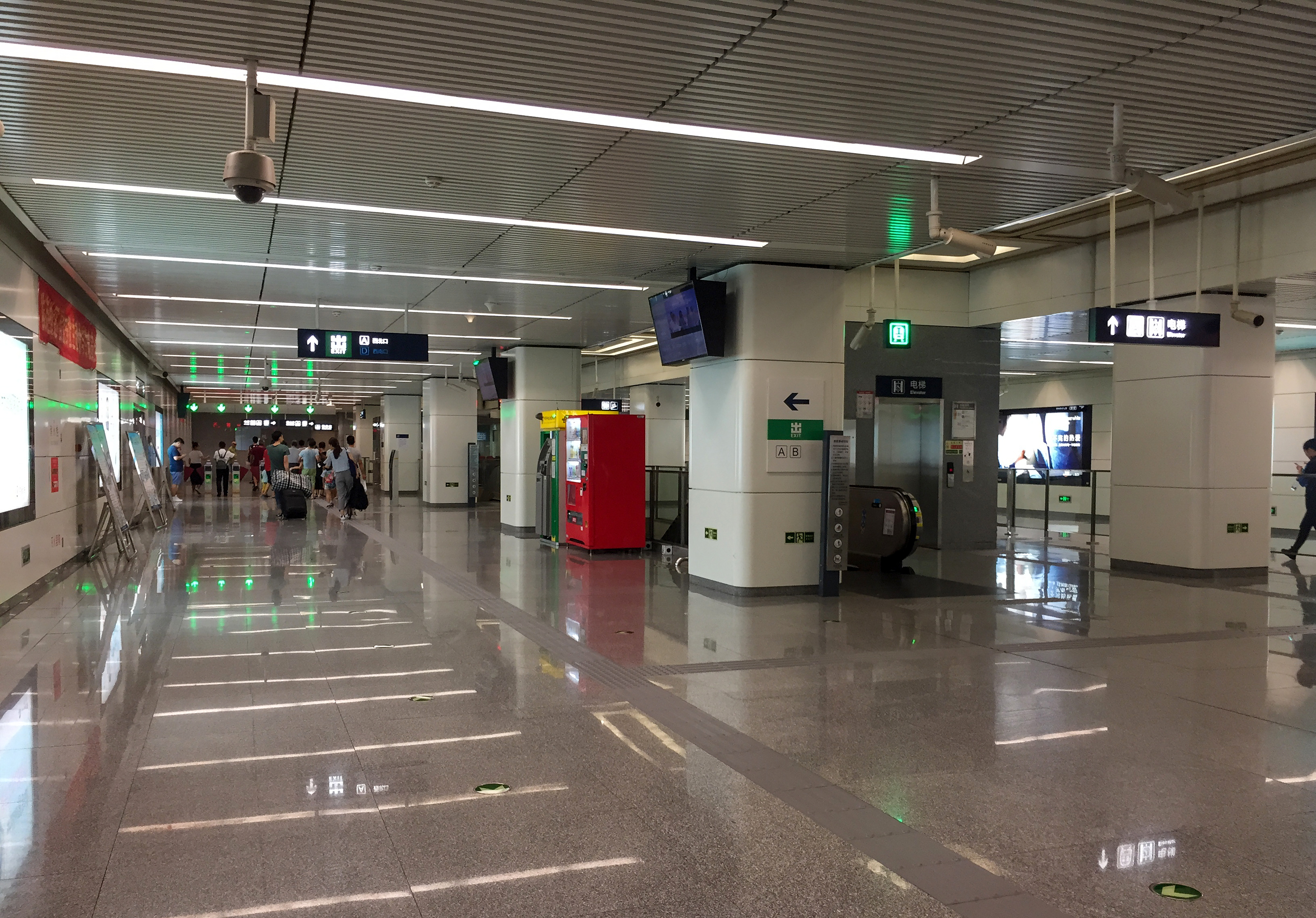
改札階

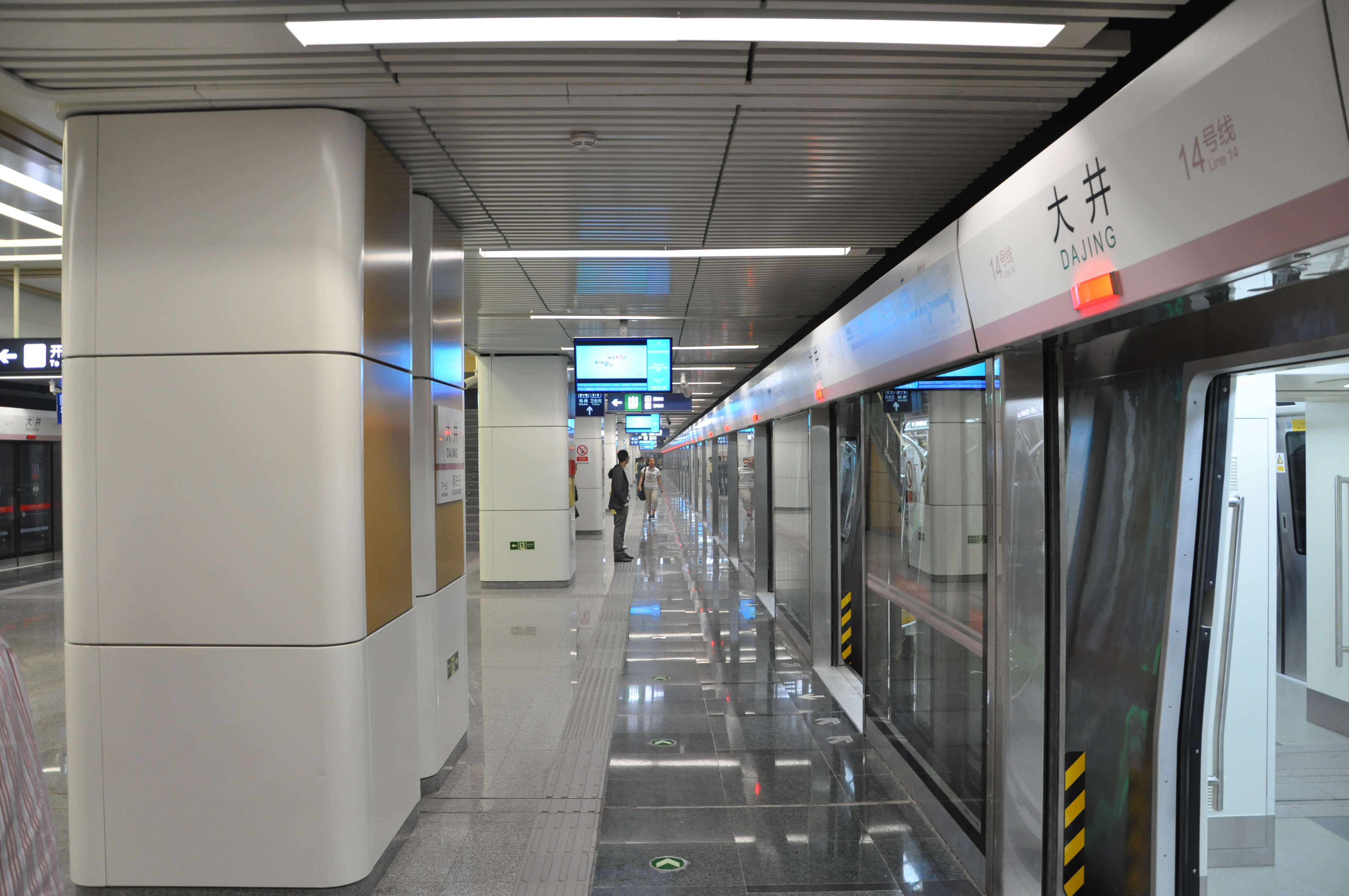
ホーム

豊体南路の真下に東西方向に延びる地下駅。地下1階が改札階、地下2階がホーム階である。
ホームは島式1面2線を有する。ホーム西側（張郭荘方面）に引き上げ線があり、東方面（西局方面）に折り返しが可能。
出口はAとBの2箇所設けられている。

### のりば
案内上ののりば番号は設定されていない。
| 西方向 | 14号線 | 張郭荘方面       |
| 東方向 | 14号線 | 七里荘・西局方面 |

## 駅周辺
- 北京豊台体育中心（中国語版）
  - 豊台体育中心体育場
  - 豊台体育中心ソフトボール場（中国語版）
- 豊体時代小学
- 豊体時代大厦
- 豊台区豊台第三幼児園
- 京豊賓館（中国語版）

## 隣の駅
北京地下鉄
 14号線
郭荘子駅 - 大井駅 - 七里荘駅